# Gaber
Gaber is een plaats in de gemeente Desinić in de Kroatische provincie Krapina-Zagorje. De plaats telt 144 inwoners (2001).